# بخش تیمیسکیمینگ
بخش تیمیسکیمینگ (به انگلیسی: Timiskaming District) یک سکونتگاه مسکونی در کانادا است که در انتاریو واقع شده‌است.

## خصوصیات
بخش تیمیسکیمینگ ۳۲٬۶۳۴ نفر جمعیت دارد.